# Shahapur, Karnataka
Shahapur là một thị trấn và là một taluk thủ phủ của huyện Yadgir, bang Karnataka, Ấn Độ. Shahapur cách 597 km về phía Bắc Bangalore và kết nối đường bộ với Gulbarga (70 km), Hyderabad (210 km), Bidar (160 km) và Yadgir (32 km).